# Skalniak (szczyt)
Skalniak (niem. Spiegelberg bei Cudowa, 915 m n.p.m.) – szczyt na wierzchowinie stoliwa Skalniak, w paśmie Gór Stołowych, w Sudetach Środkowych, położony na terenie Parku Narodowego Gór Stołowych.

## Położenie i opis
Drugi co do wysokości szczyt Gór Stołowych, położony na rozległej wierzchowinie porośniętej lasem, która stanowi zwieńczenie rozległego piaskowcowego Stoliwa Skalniaka. Wierzchowina podcięta jest pionowymi ścianami, stanowiącymi częściowo pozostałość po eksploatacji piaskowca. Przy krawędziach wierzchowiny – na Błędnych Skałach (852 m n.p.m.) i na Ptaku (841 m n.p.m.) znajdują się punkty widokowe na Szczeliniec Wielki i Mały, Góry Sowie, Góry Kamienne, Góry Bardzkie.

W źródliskowych strefach potoków Czermnica i czes. Židovka znikome pozostałości resztek dawnych torfowisk: Długie Mokradło i Krągłe Mokradło, które niemal całkowicie zostały osuszone w wyniku prac melioracyjnych.

## Szlaki turystyczne
Północnym zboczem Skalniaka prowadzi szlak turystyczny:
- Główny Szlak Sudecki  z Kudowy-Zdroju przez  Karłów do Wambierzyc[1].